# هيبوبروميت

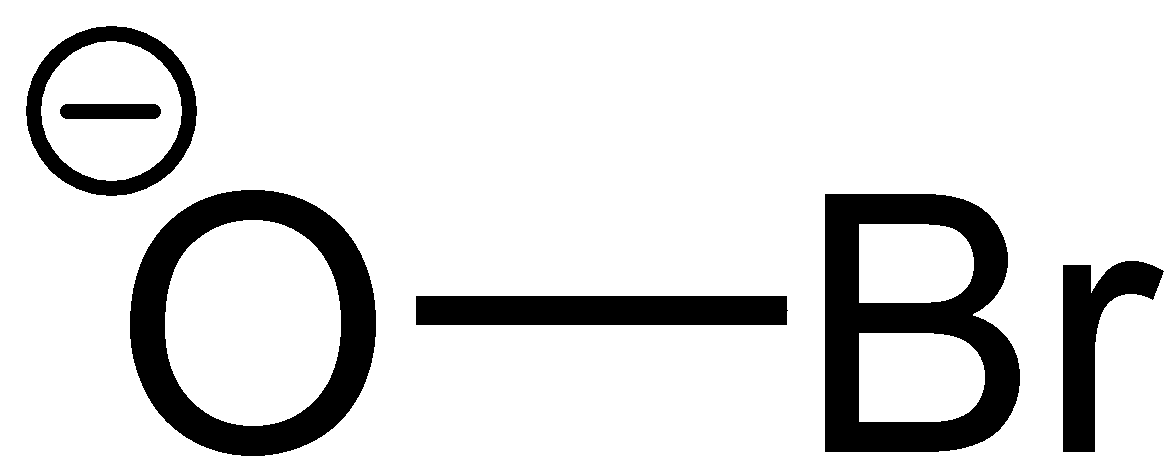
أيون الهيبوبروميت

هيبوبروميت هو أنيون يتكون من البروم والأكسجين، ويحمل الصيغة الكيميائية −BrO، ويكون البروم فيه بحالة الأكسدة +1.
تعد مركبات الهيبوبروميت أملاحاً لحمض الهيبوبروموز.

## التحضير
تحضر أملاح الهيبوبروميت انطلاقاً من تفاعل البروم مع المحاليل القلوية، كما في المثال التالي لتحضير ملح هيبوبروميت الصوديوم من تفاعل البروم مع هيدروكسيد الصوديوم:
{\displaystyle \mathrm {Br_{2}\ +\ 2\ NaOH\longrightarrow \ NaOBr\ +\ NaBr\ +\ H_{2}O} }